# Tragiscoschema inerme
Tragiscoschema inerme es una especie de escarabajo longicornio del género Tragiscoschema, tribuxw Tragocephalini, orden Coleoptera. Fue descrita científicamente por Aurivillius en 1908.
El período de vuelo ocurre durante el mes de diciembre.

## Descripción
Mide 9,5-10 milímetros de longitud.

## Distribución
Se distribuye por Kenia y Tanzania.